# Isla del Padre Sur
La Isla Padre del Sur (en inglés: South Padre Island) es una isla en el estado de Texas, al sur de los EE. UU.. Se encuentra ubicada en el condado de Cameron y en el condado de Willacy. Isla Padre del Sur se formó cuando se produjo la creación del canal de Port Mansfield que dividió la Isla del Padre en dos. La isla es un popular destino de vacaciones debido a que la ciudad turística de South Padre Island se encuentra en la isla.
Antes de la expansión europea en América del Norte, la isla estaba habitada por tribus nativas. El primer Asentamiento occidental se considera que fue realizado por el padre José Nicolás Balli, quien estableció un rancho de ganado a principios del siglo XIX. Él y su familia fueron expulsados por la guerra mexicano-estadounidense, y no pudieron regresar a causa de la guerra civil de Estados Unidos.
La mayor parte de la isla fue cerrada por el Servicio de Parques Nacionales hasta 1962, después de lo cual se permitió el ingreso y comenzó a establecerse una economía en la isla y en la vecina Port Isabel. En 1978 la isla tenía una población de alrededor de 314 y una década más tarde, tenía una población de 1.012 y 111 empresas. Siendo principalmente costera, la fuente principal de la isla de ingresos es el turismo, con decenas de miles de estudiantes universitarios que acuden a la isla en cada temporada de vacaciones en primavera. En invierno, la isla alberga a los "Winter Texans" (a menudo jubilados) de los estados más fríos que pasan el invierno en el clima cálido de Texas. El parque de Isla Blanca, un espacio destinado a la preservación y recreación, se encuentra en el extremo sur de la isla. 